# Spaniens damlandslag i handboll

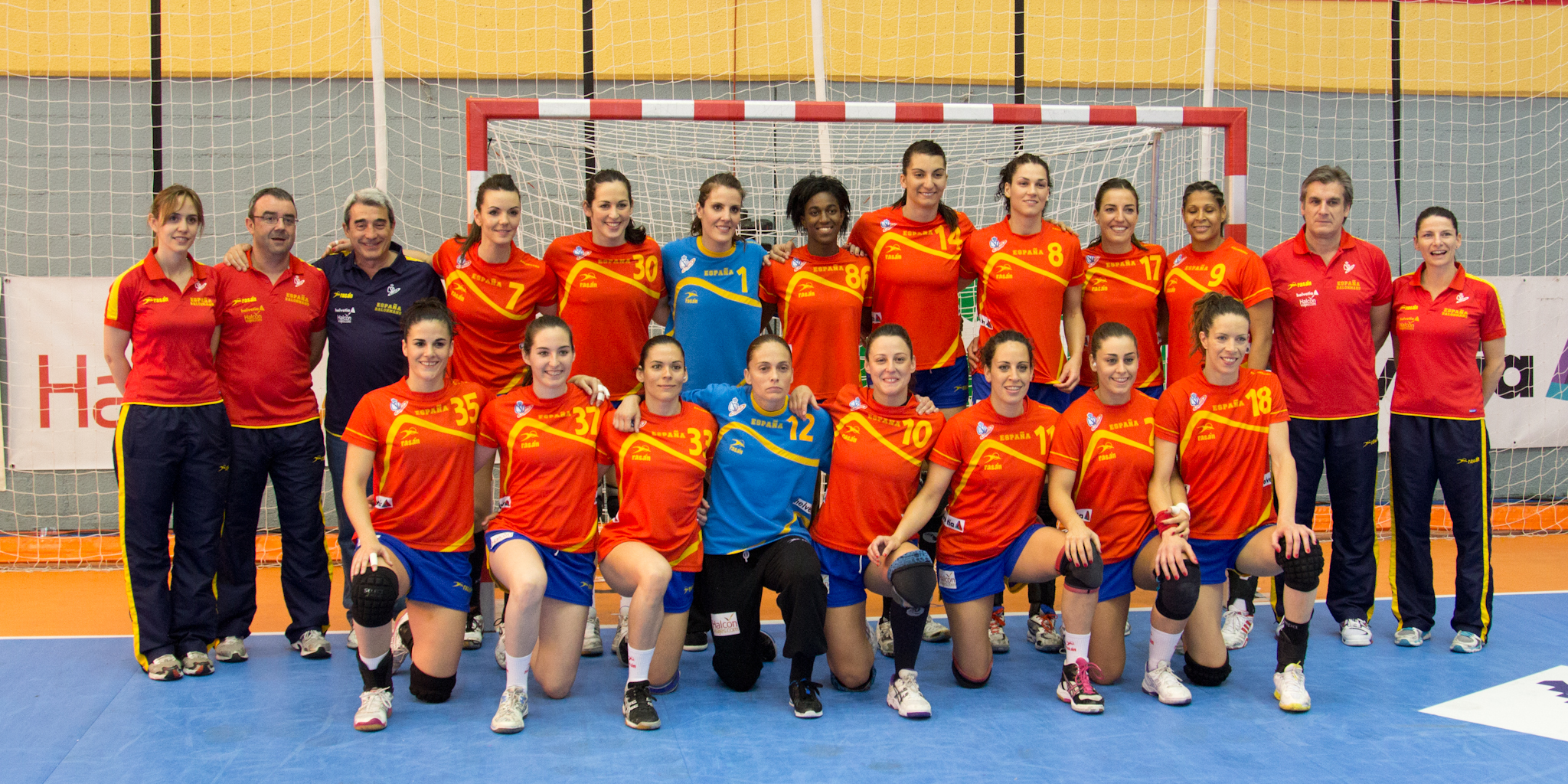
Spelartruppen i juni 2013.

Spaniens damlandslag i handboll representerar Spanien i handboll på damsidan. Laget är inte lika framgångsrikt som sin manliga motsvarighet, och tog sin första medalj någonsin i EM 2008 i Makedonien där laget vann silver. Därefter har laget tillhört världseliten inom damhandbollen. Laget tog sin första medalj i ett VM och vann en bronsmedalj i VM 2011 i Brasilien samt vann åter brons vid OS i London året därpå och ett nytt EM-silver vid EM 2014 i Kroatien och Ungern. Sedan var det fem års uppehåll innan Spanien vid VM i Japan 2019 tog  sig till finalen mot Nederländerna som laget dock förlorade med uddamålet.

## Meriter
| - 1957 i Jugoslavien: Ej kvalificerade - 1962 i Rumänien: Ej kvalificerade - 1965 i Västtyskland: Ej kvalificerade - 1971 i Nederländerna: Ej kvalificerade - 1973 i Jugoslavien: Ej kvalificerade - 1975 i Sovjetunionen: Ej kvalificerade - 1978 i Tjeckoslovakien: Ej kvalificerade - 1982 i Ungern: Ej kvalificerade - 1986 i Nederländerna: Ej kvalificerade - 1990 i Sydkorea: Ej kvalificerade - 1993 i Norge: 15:e - 1995 i Österrike och Ungern: Ej kvalificerade - 1997 i Tyskland: Ej kvalificerade - 1999 i Norge och Danmark: Ej kvalificerade - 2001 i Italien: 10:a - 2003 i Kroatien: 5:a - 2005 i Ryssland: Ej kvalificerade - 2007 i Frankrike: 10:a - 2009 i Kina: 4:a - 2011 i Brasilien: Brons - 2013 i Serbien: 9:a - 2015 i Danmark: 12:a - 2017 i Tyskland: 11:a - 2019 i Japan: Silver - 2021 i Spanien: 4:a - 2023 i Danmark, Norge & Sverige: 13:e | - 1994 i Tyskland: Ej kvalificerade - 1996 i Danmark: Ej kvalificerade - 1998 i Nederländerna: 12:a - 2000 i Rumänien: Ej kvalificerade - 2002 i Danmark: 13:e - 2004 i Ungern: 8:a - 2006 i Sverige: 9:a - 2008 i Makedonien: Silver - 2010 i Danmark och Norge: 11:a - 2012 i Serbien: 11:a - 2014 i Kroatien och Ungern: Silver - 2016 i Sverige: 11:a - 2018 i Frankrike: 12:a - 2020 i Danmark: 9:a - 2022 i Montenegro, Nordmakedonien & Slovenien: 9:a | - 1976 i Montreal: Ej kvalificerade - 1980 i Moskva: Ej kvalificerade - 1984 i Los Angeles: Ej kvalificerade - 1988 i Seoul: Ej kvalificerade - 1992 i Barcelona: 7:a - 1996 i Atlanta: Ej kvalificerade - 2000 i Sydney: Ej kvalificerade - 2004 i Aten: 6:a - 2008 i Peking: Ej kvalificerade - 2012 i London: Brons - 2016 i Rio de Janeiro: 6:a - 2020 i Tokyo: 9:a |

## Spelarstatistik
| #  | Spelare               | Matcher | Mål  |
| -- | --------------------- | ------- | ---- |
| 1  | Marta Mangué          | 301     | 1034 |
| 2  | Cristina Gómez Arquer | 277     | 897  |
| 3  | Macarena Aguilar      | 240     | 638  |
| 4  | Carmen Martín         | 238     | 820  |
| 5  | Silvia Navarro        | 227     | 10   |
| 6  | Elisabeth Pinedo      | 201     | 441  |
| 7  | Montserrat Puche Díaz | 196     | 736  |
| 8  | María Eugenia Sánchez | 195     | 0    |
| 9  | Elisabeth Chávez      | 185     | 130  |
| 10 | Beatriz Fernández     | 182     | 380  |

| #  | Spelare               | Mål  | Matcher | Snitt / match |
| -- | --------------------- | ---- | ------- | ------------- |
| 1  | Marta Mangué          | 1034 | 301     | 3.44          |
| 2  | Cristina Gómez Arquer | 897  | 277     | 3.24          |
| 3  | Carmen Martín         | 820  | 238     | 3.44          |
| 4  | Montserrat Puche Díaz | 736  | 196     | 3.76          |
| 5  | Macarena Aguilar      | 638  | 240     | 2.66          |
| 6  | Nerea Pena            | 596  | 176     | 3.34          |
| 7  | Alexandrina Cabral    | 589  | 127     | 4.63          |
| 8  | Elisabeth Pinedo      | 441  | 201     | 2.19          |
| 9  | Susana Fraile Celaya  | 411  | 131     | 3.14          |
| 10 | Noelia Oncina         | 406  | 174     | 2.33          |